# Rohrborn

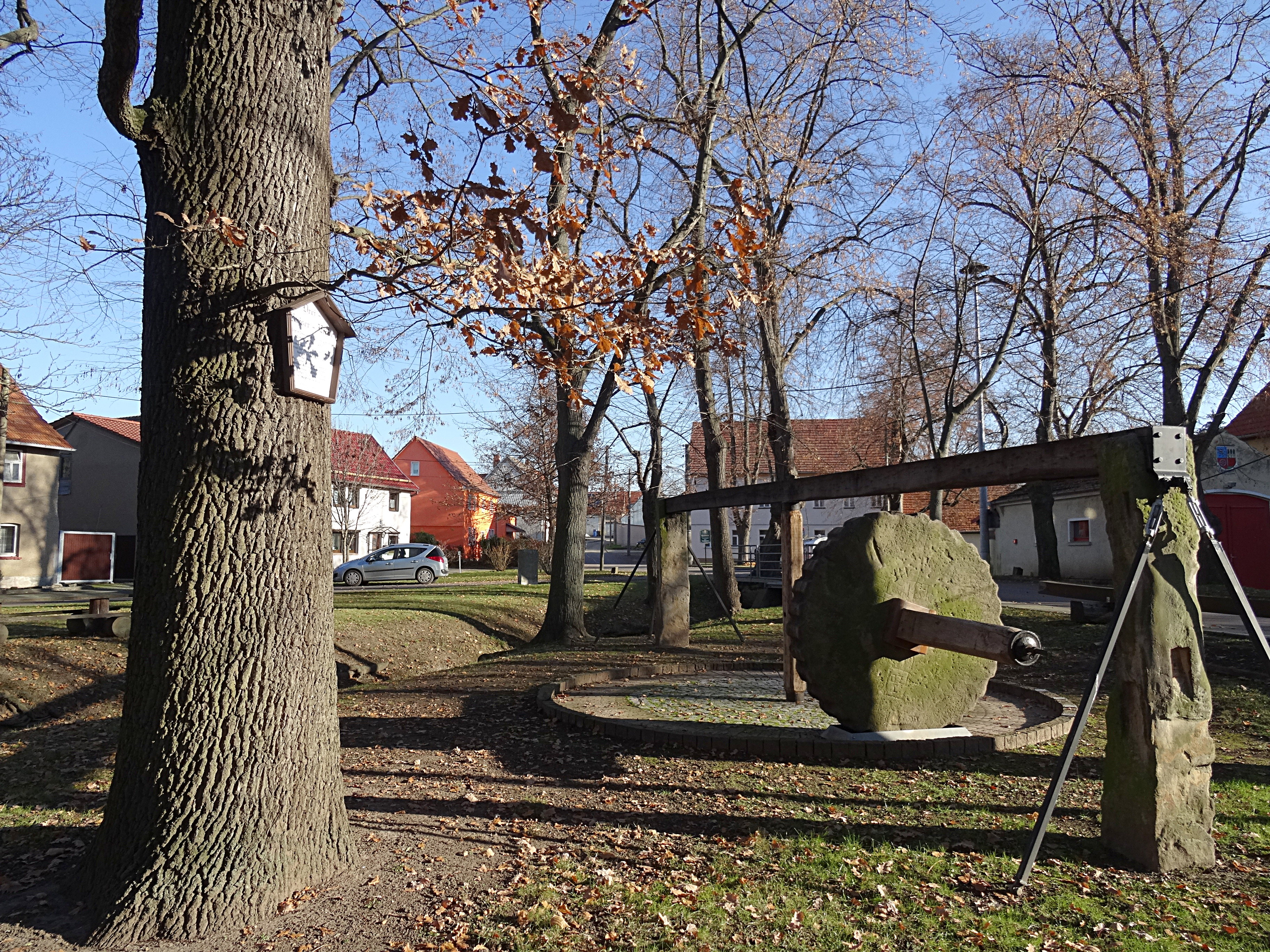
Kaiser-Eiche (1888) und Waidmühle

Rohrborn ist ein Stadtteil von Sömmerda  im Landkreis Sömmerda in Thüringen.

## Lage
Der Ort Rohrborn befindet sich etwa vier Kilometer Luftlinie südöstlich der Kreisstadt Sömmerda am Rande des Unstruttals. Die höchste Erhebung ist der Galgenhügel (232,1 m ü. NN), der sich östlich der Ortslage erhebt. Eine weitere Erhebung ist der Wachhügel (207,6 m ü. NN).
Östlich von Rohrborn führt die neu erbaute Bundesautobahn 71 in einem leichten Bogen am Ort vorbei. Die nächstgelegene Anschlussstelle befindet sich in Sömmerda.

## Geschichte
Die erste urkundliche Erwähnung des Dorfes Rohrborn erfolgte am  13. Dezember 1327. Anlass war die Übertragung von Besitz und Einkünften in Rohrborn an das Erfurter Augustinerkloster durch den Ritter Hermann von Vippach.
Rohrborn gehörte im Mittelalter zum Amt Sömmerda und gelangte als Waidanbaugebiet in den Besitz der Stadt Erfurt. Noch heute belegt ein Waidmühlstein als technisches Denkmal diese landwirtschaftliche Sonderkultur. Die Rohrborner Kirche wurde mit Geldern des Erfurter Stadtmagistrats erbaut. 1802 kam Rohrborn als Teil der Exklave des Amts Sömmerda zu Preußen, 1807 zum französischen Fürstentum Erfurt und 1814 wieder zu Preußen. 1816 wurde der Ort wie Sömmerda dem preußischen Landkreis Weißensee angeschlossen.
Das Dorf Rohrborn zählte um 1840 laut einer statistischen Untersuchung 222 evangelische Einwohner. Es wurden 46 Wohnhäuser, 76 Stallungen und Scheunen, sechs Gemeindehäuser und eine Schule  erwähnt. Ein Lehrer unterrichtete die schulpflichtigen 25 Knaben und 24 Mädchen. In Rohrborn betrieb man zu dieser Zeit überwiegend Landwirtschaft. Die  handwerkliche Weberei  und Textilfertigung war mit einem Leinewebstuhl präsent. Als  sonstige Gewerbe- und  Handwerksbetriebe nennt die  Übersicht  einen  Bäcker, einen Schuhmacher, sieben  Mägde und zwei Knechte. Der gesamte Viehbestand umfasste 30  Pferde,  1 Esel, 85 Rinder, 213 Schafe, 18 Ziegen und 46 Schweine. Die Dorfflur war 1081 Morgen groß, die landwirtschaftliche Nutzfläche betrug davon 1044 Morgen Ackerland, 6 Morgen Gartenland, 22 Morgen Wiese und 9 Morgen Weideland. Der Ertrag der Felder wurde als mittelmäßig eingeschätzt.

## Politik
Derzeitiger Ortsteilbürgermeister ist Detlef Knörig.

## Sehenswürdigkeiten
- Das älteste Gebäude in Rohrborn ist die im Kern romanische St.-Michael-Kirche, genaugenommen ist es der Fundamentbereich des Turmes. Das heutige Kirchenschiff  wurde hingegen erst Anfang des 17. Jahrhunderts an den noch vorhandenen Turm nach Westen angebaut. Es findet sich dort eine eingeritzte Inschrift von 1626. Nach dem Siebenjährigen Krieg erfolgte 1763 eine Ausbesserung von größerem Umfang und 1936 wurde eine umfassende Innenrenovierung veranlasst. 1992 wurden Kirchenschiff und Turm neu eingedeckt.[6]
- Die Waidmühle von Rohrborn ist ein Technisches Denkmal.[7] Sie auf Privatinitiative im Jahre 1986 in der Ortsmitte wieder aufgestellt. Der Waidmühlstein lag auf einem Hügel in der Nähe des Dorfes, wo er Hügelstein genannt wurde. Als Torpfosten des Pfarrhofes hatten die steinernen Pfeiler überlebt, in ihrem Originalzustand eine Seltenheit. Die Mühle ist seit 2009 wieder funktionstüchtig. Damals feierte man ein großes Waidmühlenfest. (Im Bild ist der Waidstein zum Schutz vor Regen und Schnee mit einer Plane überdeckt.)
- In unmittelbarer Nähe der Waidmühle steht die „Drei-Kaiser-Eiche“. Sie wurde im Jahre 1888, dem Dreikaiserjahr, unter Aufsicht des Dorfschulzen Friedrich Althanß gepflanzt.
- Im Ortskern, z. B. auf der Grünfläche beim Dorfteich, befindet sich eine Anzahl von Grenzsteinen, die alle etwas restauriert sind. Vermutung des Autors: Sie wurden gesammelt und hierher gebracht, stehen also nicht mehr an ihrer ursprünglichen Stelle.
- Siehe auch: Liste der Kulturdenkmale in Sömmerda#Rohrborn

### Galerie von Grenzsteinen

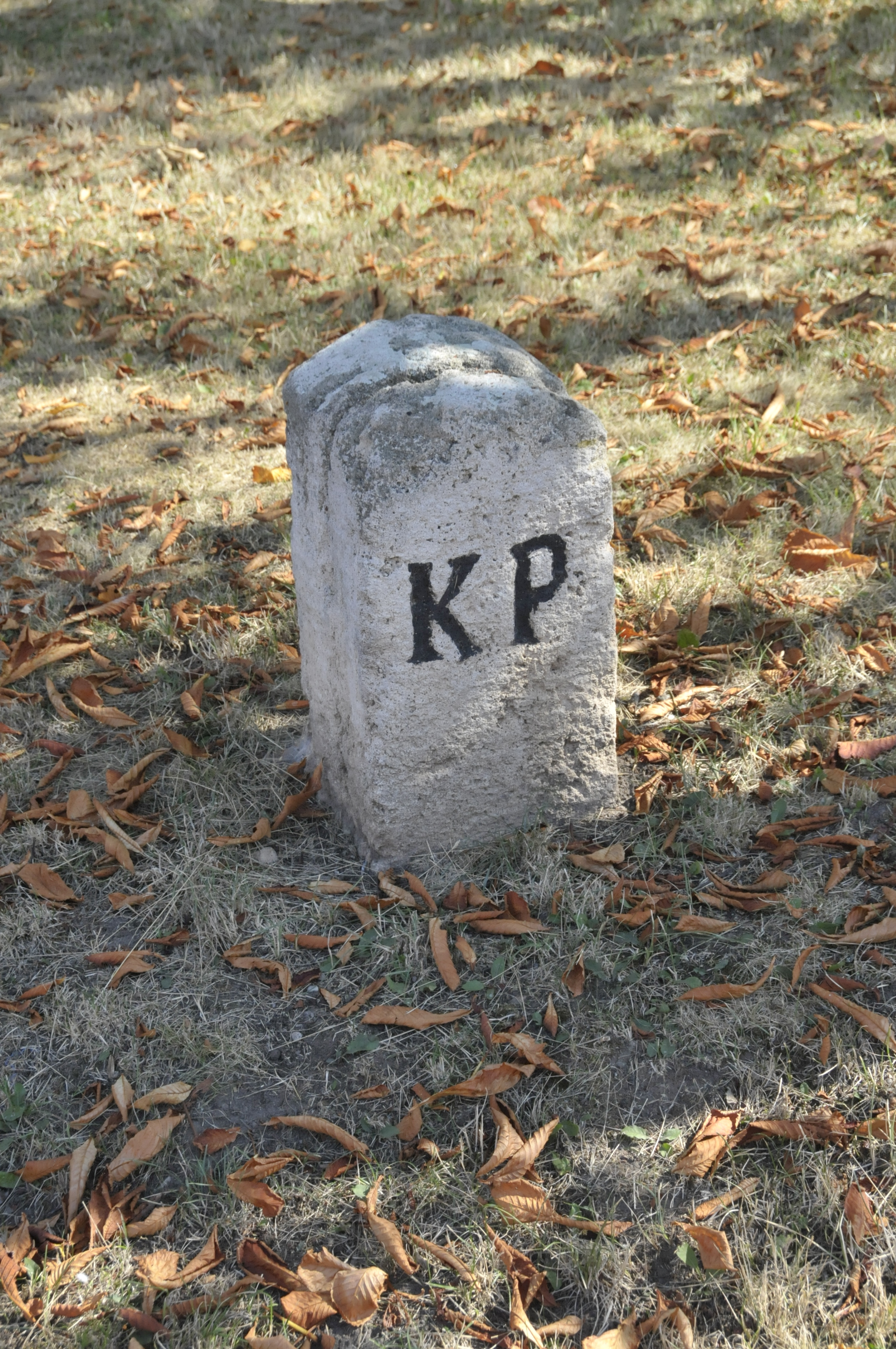
„KP“ steht für „Königreich Preussen“
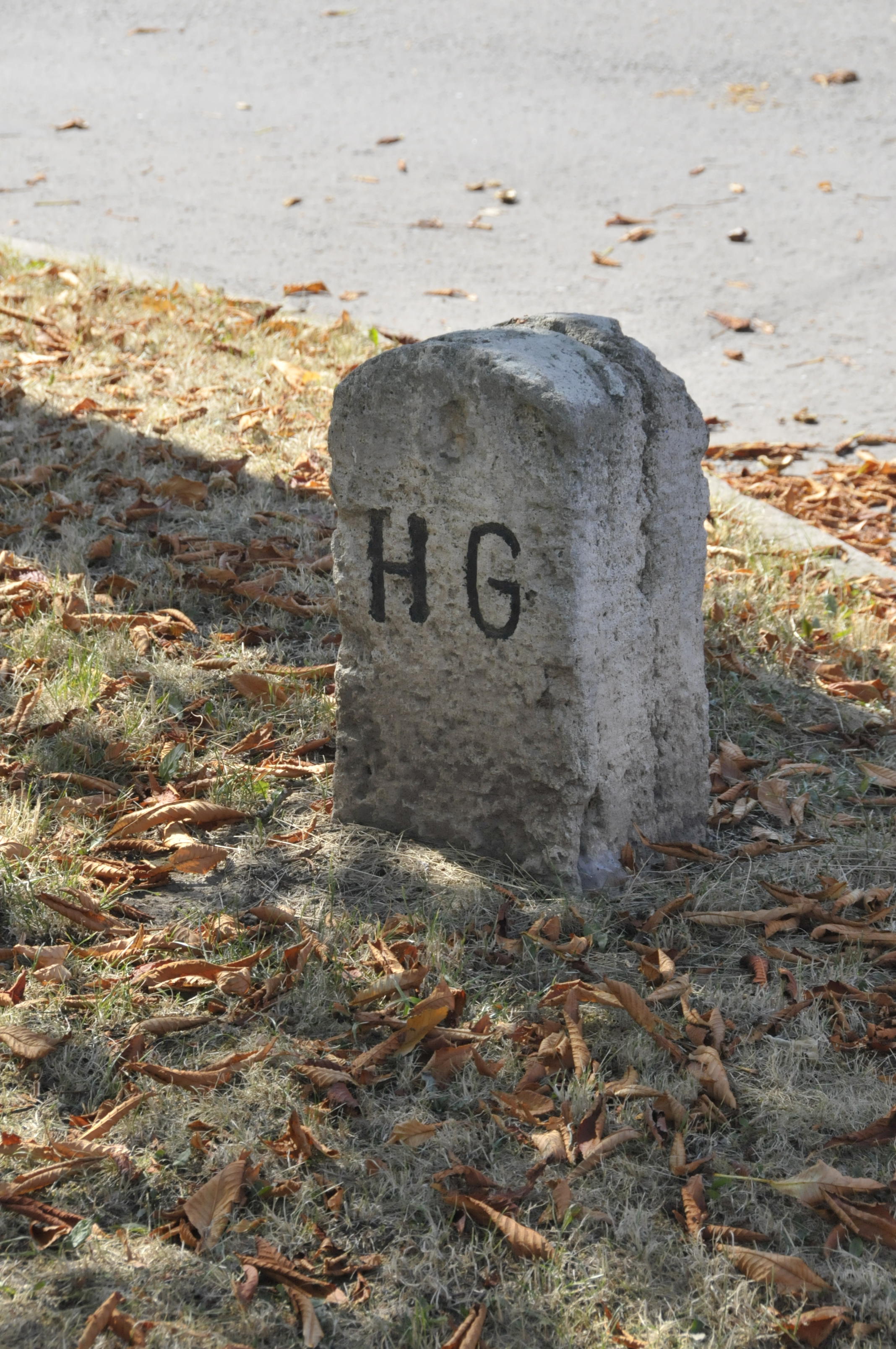
Kehrseite des vorangegangenen Steins: „HG“ steht für „Herzogtum Gotha“
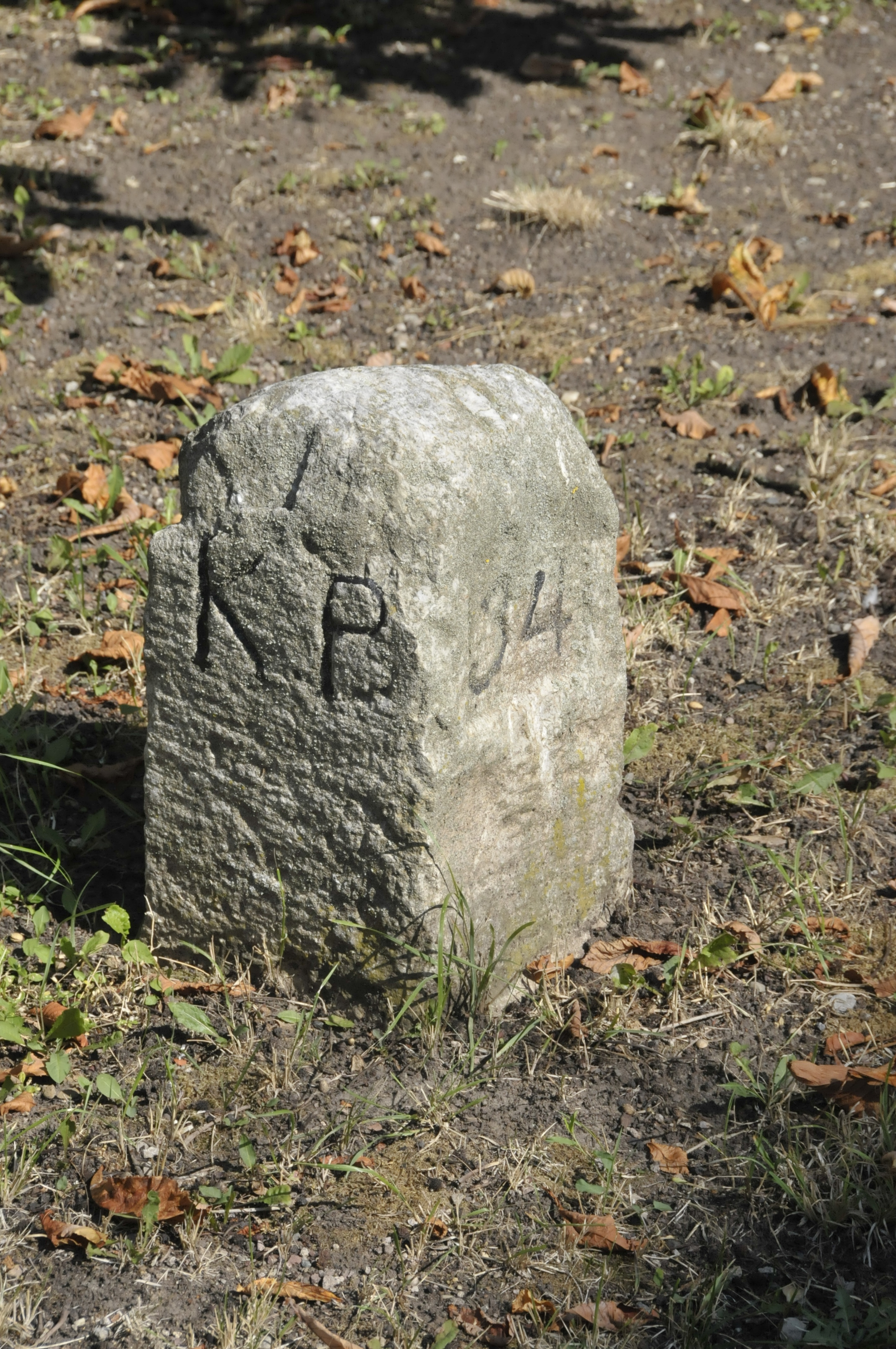
„KB“ steht für „Königreich Bayern“, „34“ ist die Kataster- oder die fortlaufende Nummer des Steins in alten Flurkarten
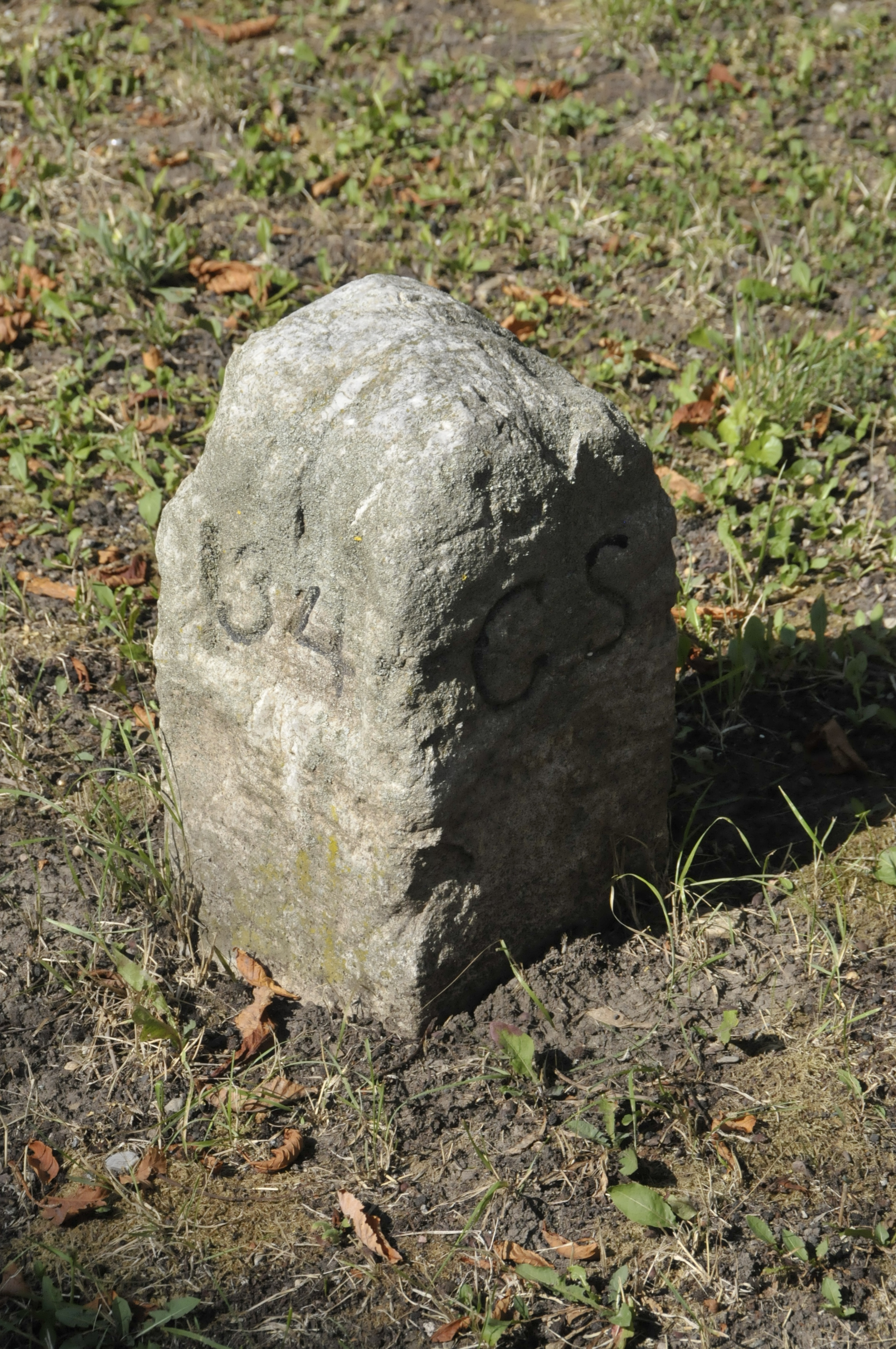
„CS“ steht für „Coburg-Sachsen“ (?) (Kehrseite des vorangegangenen Steins)
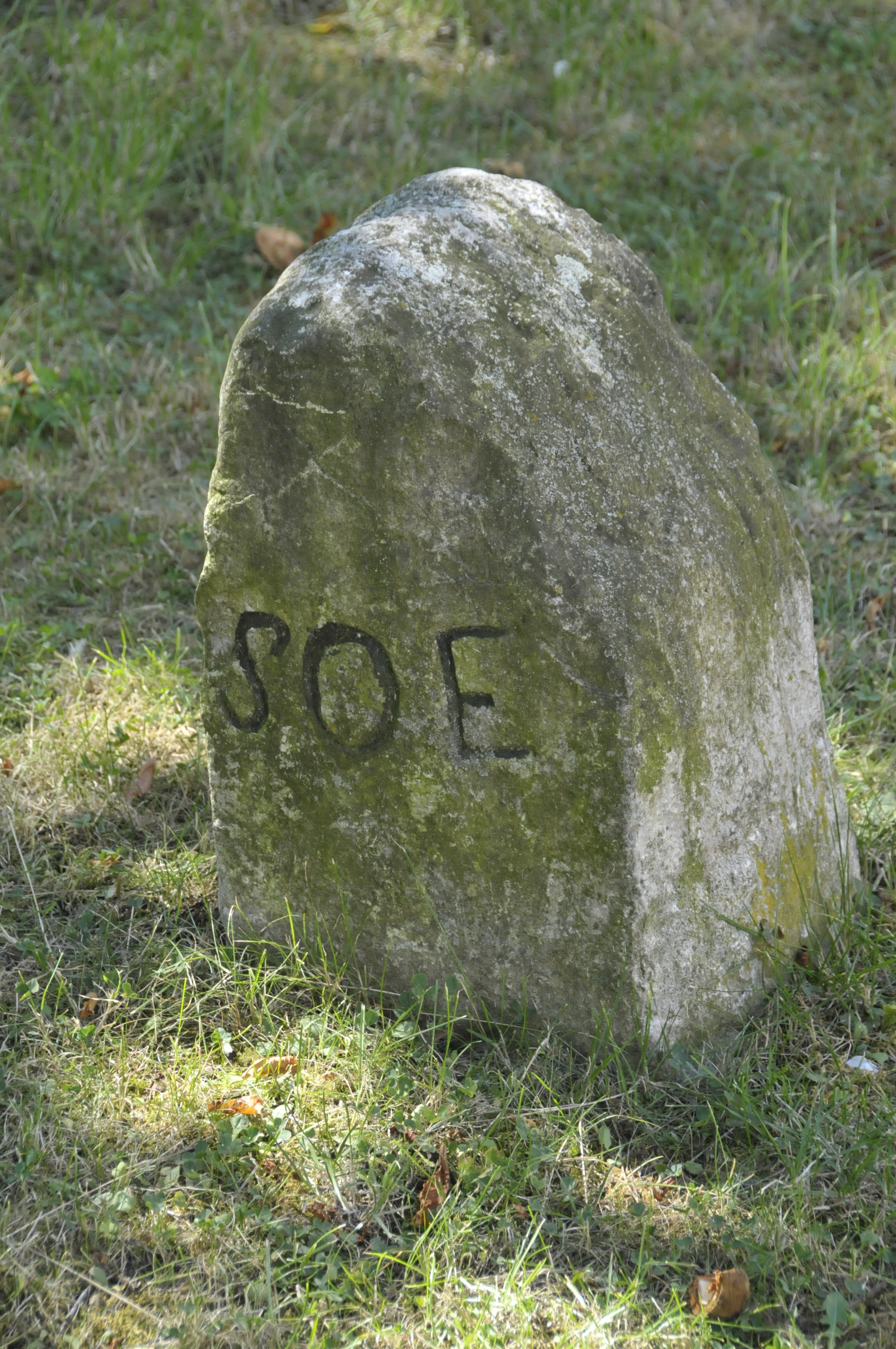
„SOE“ steht für „Sömmerda“
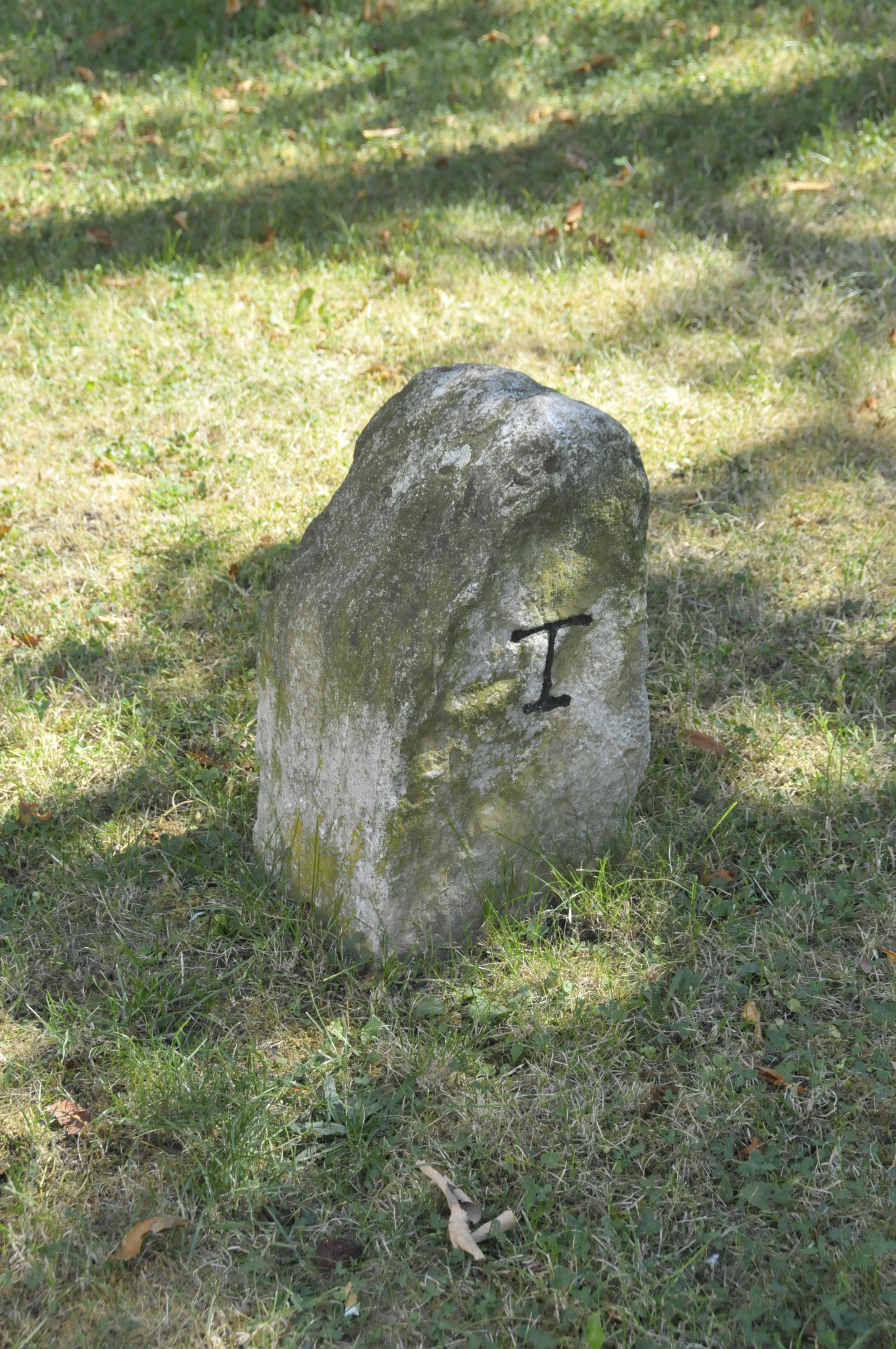
„T“ steht für „Tunzenhausen“ (Kehrseite von „SOE-Stein“, also Grenzstein der beiden Gemarkungen)
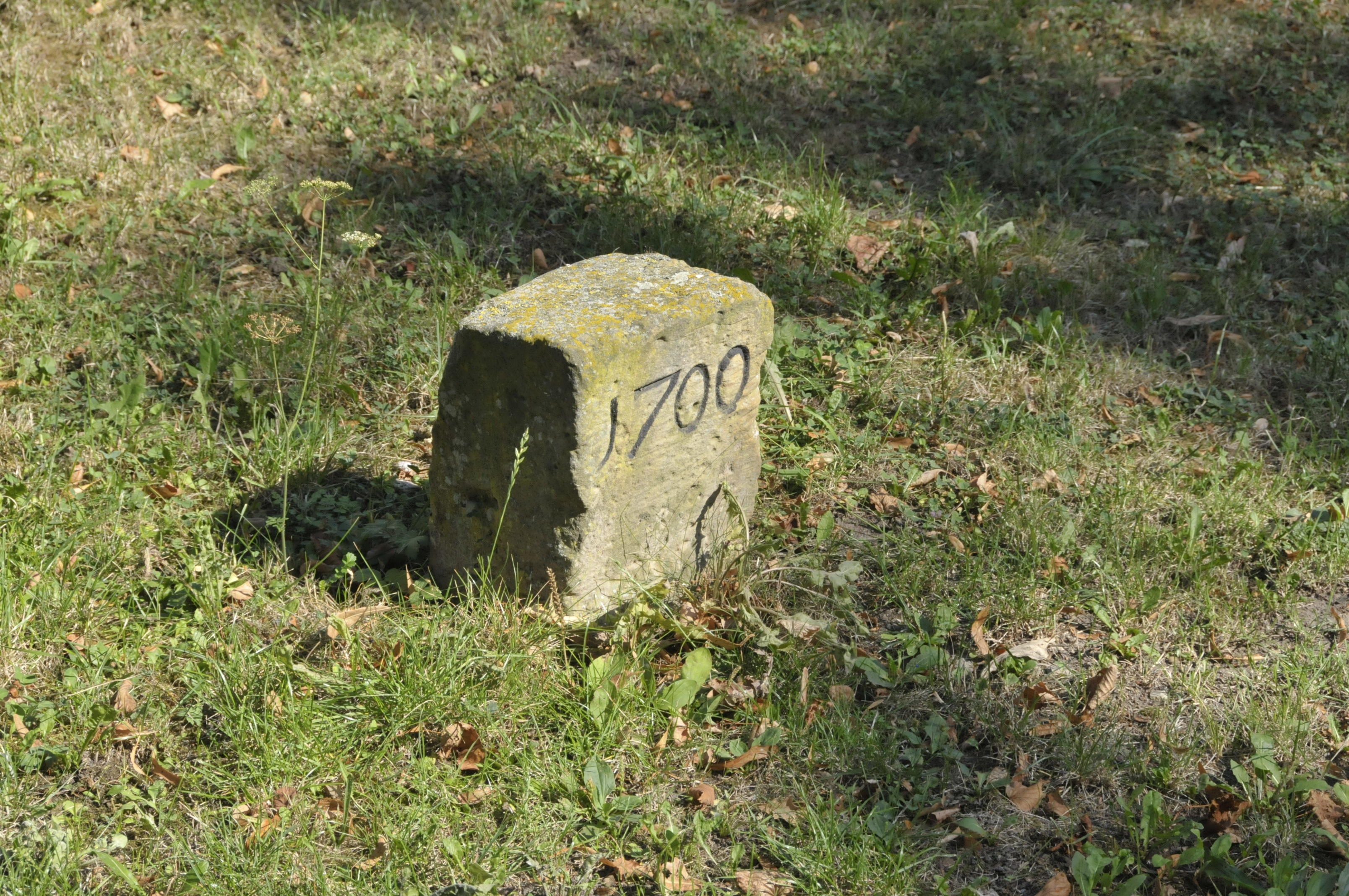
„J700“, vermutlich ein Jagenstein mit der lfd. Nr. 700 (Rückseite leer)
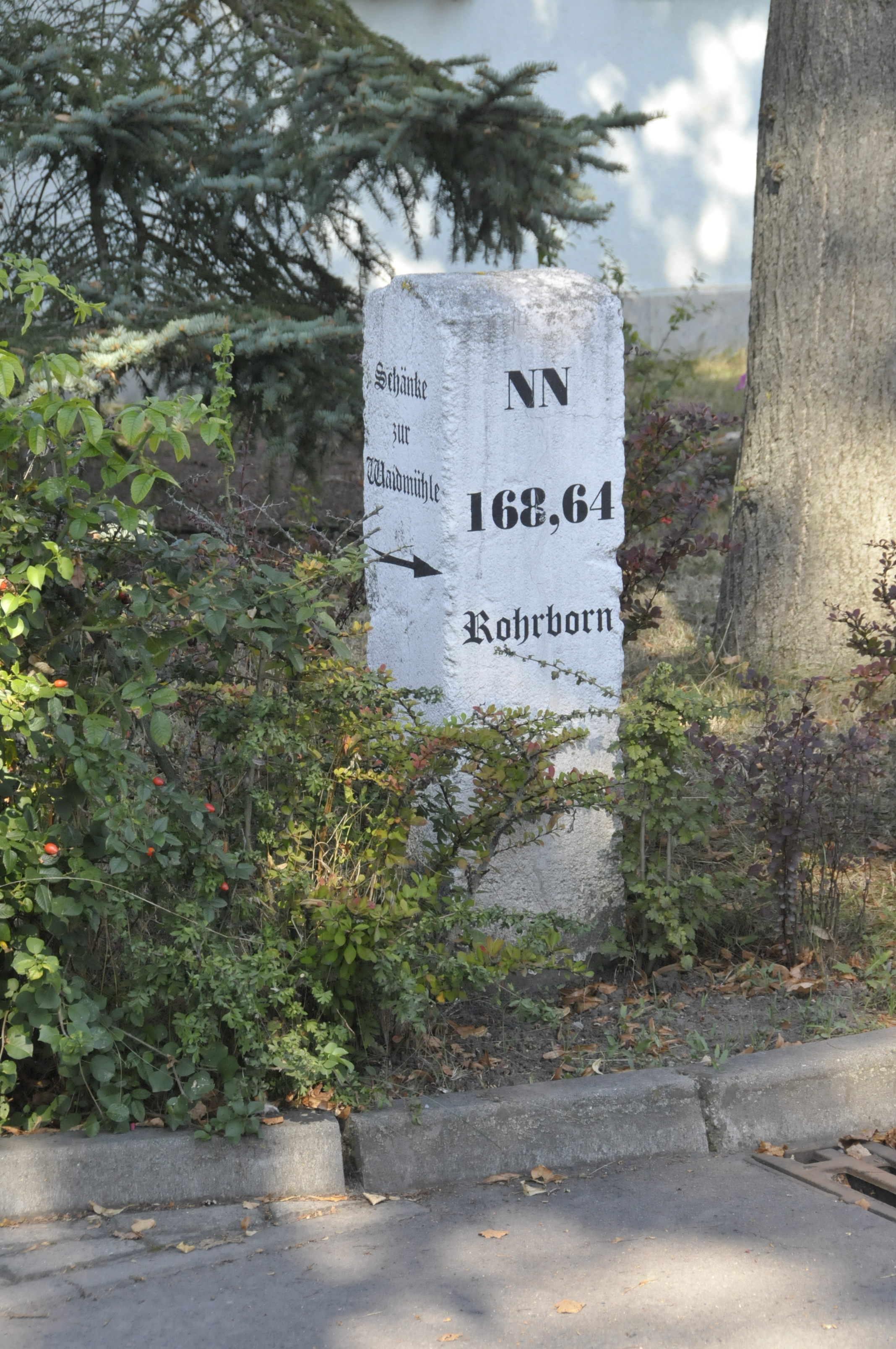
Kein Grenzstein, sondern eine Wegmarke, die die exakte Höhe über NN angibt und die Richtung zur Waidmühlgaststätte

Siehe auch: Beschreibung der Flurzüge, bei denen es (auch) um die Grenzsteine ging.